# Granville Leveson-Gower, 1:e earl Granville

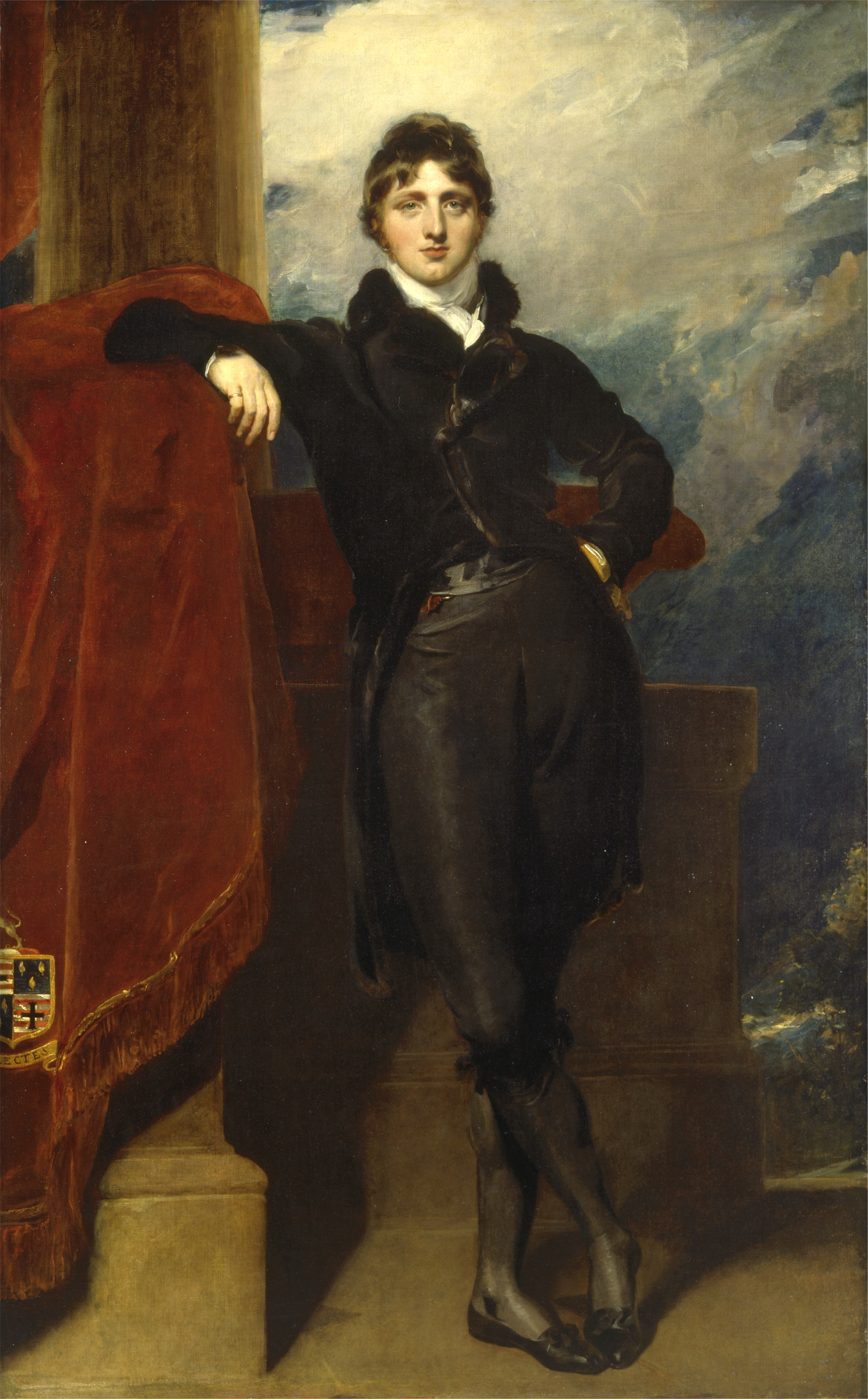
Granville Leveson-Gower, 1:e earl Granville ca 1804.

Granville Leveson-Gower, earl Granville, född 1773, död 1846. Han var yngste son till Granville Leveson-Gower, 1:e markis av Stafford och lady Susanna Stewart, och halvbror till George Leveson-Gower, 1:e hertig av Sutherland.
Han tog examen från Christ Church College i Oxford 1799 och inledde en lysande politisk/diplomatisk karriär, utnämnd till Lord of the Treasury 1800–1801, 1804 blev han utnämnd till medlem av the Privy Council och samma år blev han Storbritanniens ambassadör i S:t Petersburg, en post som han innehade, med visst avbrott, till 1807. År 1809 blev han så krigsminister i ett halvår. 
På 1820-talet blev han återigen utnämnd till ambassadör, 1823 i Nederländerna och 1824–1828 residerade han i Paris, en post som han återkom till 1830–1841. 
Han gifte sig på julafton 1809 (efter att dessförinnan haft en relation med den gifta lady Henrietta Frances Spencer och fått två barn med henne) med lady Harriet Elizabeth Cavendish (1785–1862), dotter till William Cavendish, 5:e hertig av Devonshire och lady Georgiana Spencer. De fick fem barn tillsammans, däribland:
- Granville George Leveson-Gower, 2:e earl Granville (1815–1891)